# Katedrála svatého Alexandra Něvského (Paříž)
Katedrála svatého Alexandra Něvského (francouzsky Cathédrale Saint-Alexandre-Nevsky, rusky Собор Александра Невского) je pravoslavný chrám v Paříži. Chrám je sídlem Arcibiskupství Ruské pravoslavné církve v Západní Evropě. Stavba je od roku 1981 chráněná jako historická památka.

## Historie

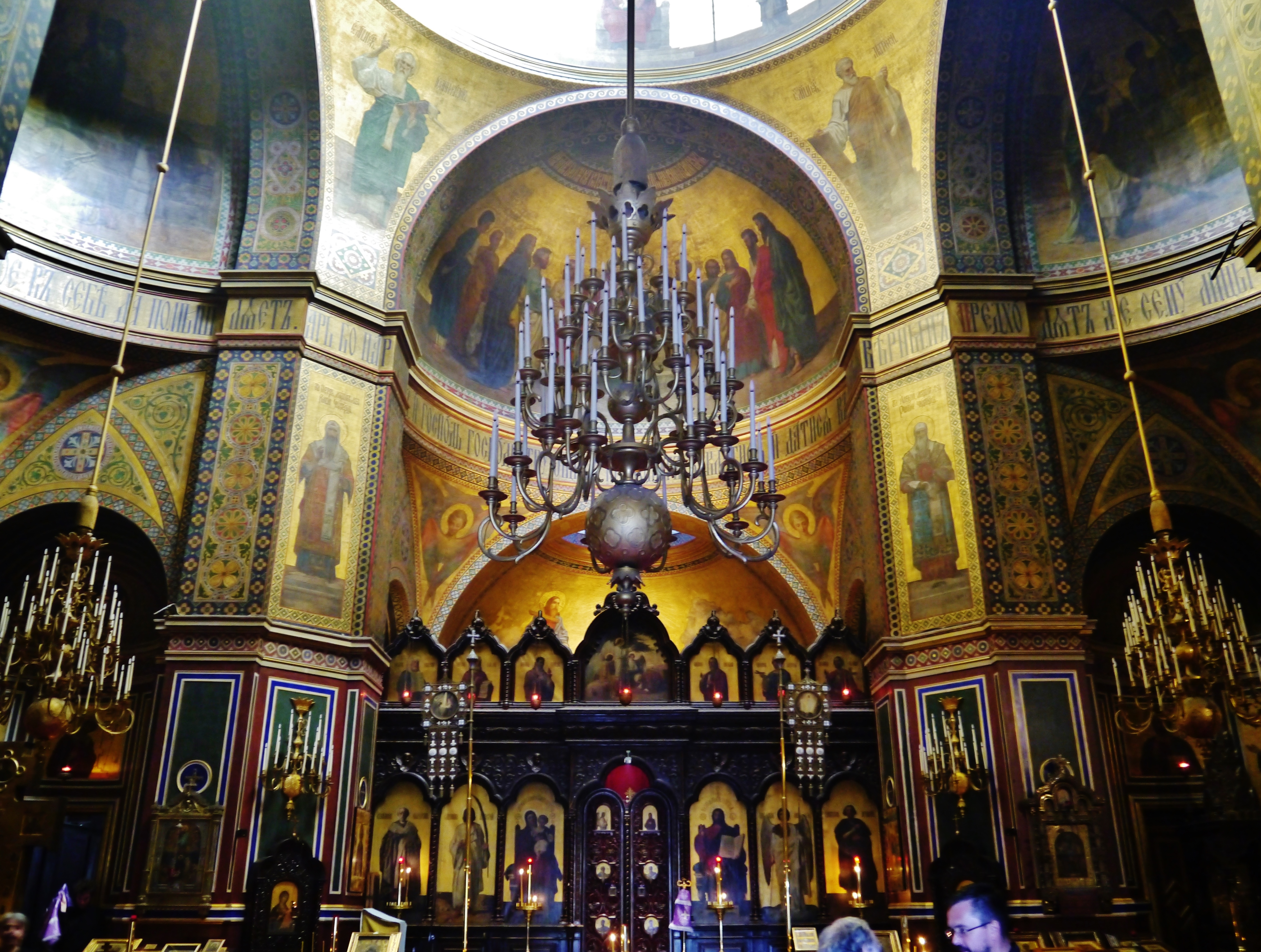
Interiér katedrály

V Paříži se usazovali ruští imigranti již od 18. století. V 19. století se počet Rusů v Paříži dále zvyšoval a jejich počet byl kolem tisíce, ať již stále či dočasně bydlících. K modlitbám se zpočátku scházeli na ruském velvyslanectví, které však kapacitou nedostačovalo, proto se věřící rozhodli vybudovat vlastní pravoslavný chrám. 
Ruský kaplan Josef Vasiljev přišel s plánem na jeho výstavbu v roce 1847, zahájení stavby však se zpozdilo. Stavbu, ke které dal souhlas císař Napoleon III., se podařilo dokončit roku 1861. Slavnostní vysvěcení se konalo 11. listopadu téhož roku v den svátku sv. Alexandra Něvského, patrona chrámu. Finanční prostředky na tuto stavbu byly sbírány především ve Francii a v Rusku. Na stavbu kostela přispěl i ruský car Alexandr II. sumou 150 000 franků. Dary ovšem přispěli i mnozí katolíci a protestanti.
Chrám byl v roce 1922 povýšen na katedrálu.
12. července 1918 se zde uskutečnila svatba španělského malíře Pabla Picassa a tanečnice ruského původu Olgy Chochlovové. Za svědky jim šli Jean Cocteau, Max Jacob a Guillaume Apollinaire.
Stavba byla 11. května 1981 zařazena mezi historické památky. V roce 1996 bylo zahájeno rozsáhlé restaurování.

### Osobnosti chrámu
V chrámu se rovněž konaly pohřební obřady za mnohé významných ruské osobnosti, které ve Francii zemřely:
- spisovatel Ivan Sergejevič Turgeněv (1883)
- Fjodor Ivanovič Šaljapin (1938)
- malíř Vasilij Kandinskij (1944)
- filozof a skladatel Georgij Ivanovič Gurdžijev (1949)
- nositel Nobelovy ceny za literaturu Ivan Alexejevič Bunin (1953)
- spisovatel Henri Troyat (2007)
- herec Gérard Depardieu zde byl pokřtěn

## Architektura
Chrám je vybudovaný v tzv. novobyzantském architektonickém slohu podle plánů architekta Romana Ivanoviče Kuzmina. Má půdorys řeckého kříže, jehož každé rameno je ukončeno apsidou. Každou apsidu zdobí kupole, a těchto pět kupolí představují Ježíše Krista a čtyři evangelisty. Nejvyšší kupole má výšku 48 m. Interiér chrámu zdobí fresky a ikonostas s ikonami od významných ruských malířů.